# Janíky
Janíky est un village de Slovaquie situé dans la région de Trnava.

## Histoire
Première mention écrite du village en 1287.

## Démographie

### Évolution de la population
| Année:               | 1994. | 2004.   | 2014.    | 2024.   |
| -------------------- | ----- | ------- | -------- | ------- |
| Nombre de personnes: | 805   | 775     | 892      | 957     |
| Différence:          |       | -3,72 % | +15,09 % | +7,28 % |

| Année:               | 2023. | 2024.   |
| -------------------- | ----- | ------- |
| Nombre de personnes: | 946   | 957     |
| Différence:          |       | +1,16 % |